# Округ (Індія)

Мапа округів Індії

Індійський округ (гінді ज़िला) — є внутрішньою адміністративно-територіальною одиницею, яка підпорядковується штату, у складі якого знаходиться. На момент перепису 2011 року, в складі Індії знаходилось близько 640 округів.

## Організація та структура
Окружні центри є місцями розташування окружної адміністрації, більшість округів носять назву як раз за назвою адміністрації.
Адміністративний поділ Індії на нижчому рівні дає контроль над округами техсілам на півночі країни, та талукам на півдні. Питаннями розвитку округів займається блок, а у деяких існує і третій адміністративний ланцюг у вигляді «підрозділу».

## Проблеми
З 640 округів Індії, більш ніж 100 було визнано відсталими в 2017 році з деяких причин. Основними проблемами стали: Безграмотність населення, відсутність доступу до води, низька середня заробітна плата та присутність у більшості регіонів племен.